# Courtelary (distrikt)
Courtelary var fram till 31 december 2009 ett amtsbezirk i kantonen Bern, Schweiz.

## Kommuner
Courtelary var indelat i 18 kommuner:
- Corgémont
- Cormoret
- Cortébert
- Courtelary
- La Ferrière
- La Heutte
- Mont-Tramelan
- Orvin
- Péry
- Plagne
- Renan
- Romont
- Saint-Imier
- Sonceboz
- Sonvilier
- Tramelan
- Vauffelin
- Villeret